# إبسيلون الثور b
إبسيلون الثور b المعروف حاليا بالتسمية الرسمية أماتيرو هو كوكب مشتري هائل خارج المجموعة الشمسية يقع على مسافة تقدر بنحو 155 سنة ضوئية من الأرض في اتجاه كوكبة الثور  في مدار يقع على بعد 1.93 وحدة فلكية تقريباً من نجم العين أحد نجوم عنقود القلائص. يستغرق الكوكب 645 يوماً ليكمل مدارة الدائري تقريباً حول النجم. أكتشف الكوكب من قبل بوني ساتو من مرصد أوكاياما في 7 فبراير 2007.

## التسمية
في يوليو 2014 أطلق الاتحاد الفلكي الدولي (IAU) عملية لتسمية بعض الكواكب خارج المجموعة الشمسية المؤكدة. وكان كوكب إبسيلون الثور b من بين الكواكب التي اختارها الاتحاد الفلكي الدولي وتشمل العملية مشاركة وترشيح الجمهور والتصويت على الأسماء الجديدة. في ديسمبر 2015، أعلن الاتحاد الفلكي الدولي الأسماء الفائزة وكان من بينها Amateru لهذا الكوكب. استند الاسم على الاسم الذي قدمه مرصد كاماغاري كورشي الفلكي في محافظة هيروشيما، اليابان: وهو "أماتيراسو"، إلهة الشمس حسب العقيدة الشنتوية في اليابان. استبدل الاتحاد الفلكي الدولي الاسم بالتسمية «أماتيرو» - لأن «أماتيراسو» مستخدم بالفعل كآسم للكويكب 10385 أماتيراسو.